# Phytomyza infelix
Phytomyza infelix är en tvåvingeart som beskrevs av Spencer 1969. Phytomyza infelix ingår i släktet Phytomyza och familjen minerarflugor.
Artens utbredningsområde är Alaska. Inga underarter finns listade i Catalogue of Life.